# Італійська війна (1551—1559)
Італійська війна 1551—1559 років (також відома як війна між Габсбургами і Валуа) — завершальна з серії «італійських» воєн першої половини XVI століття. За її підсумками Франція відмовилася від претензій на північну Італію, що стали причиною початку Італійських воєн за півстоліття до цього.
Французький король Генріх II, незадоволений угодою, укладеною у Крепі, скористався невдоволенням деяких німецьких князів, які підтримали Священну Римську імперію, як певна компенсація за втрату Мілана і обіцяв протестантам допомогу Франції, якщо вони піднімуть повстання проти Карла V.
5 жовтня 1551 року був укладений союз між Генріхом II і курфюрстом Моріцем Саксонським, що стояли на чолі незадоволених імператором князів. Французи дали курфюрстові 240 тисяч червінців субсидії, за що Моріц і його союзники погодилися надати королю імперські міста Мец, Туль, Верден і Камбре. Вступивши в ці міста, Генріх II змусив магістрати прийняти французькі гарнізони, змінив членів міських рад та знищив вольності Меца.

## Бойові дії на суші
З Меца Генріх II рушив до Лотарингії й опанував сусідні міста. Імператор Карл V почав готуватися до походу. 20 жовтня 1552 року він з 56 тисячним військом переправився через Рейн у Шварцбург і наступного дня обложив Мец. Облога Меца, який героїчно захищався Франсуа де Гізом, тривала з 21 жовтня до 2 січня 1553 рлоку. Втім брак продовольства і хвороби поглинули більше половини імперської армії, тому Карл повинен був зняти облогу і відступити в Нідерланди. Протягом 1552—1553 років у Нідерландах не відбувалося рішучих сутичок і військові дії обох сторін обмежувалися облогою міст і незначними сутичками. У 1554 році біля Ранті (в Артуа) вперше дійшло до серйозного, але нерішучого бою між іспанською армією савойського герцога Еммануїла Філіберта і французькими військами Франсуа де Гіза. Проте французи змушені були зняти облогу Ранті і відступити до своїх меж.
Допомога французів Сієнській республіці, атакованій в 1553 році Флорентійським герцогством та імперією, виявилася невдалою, і після поразки в 1554 році в битві при Марчіано Сієнська республіка з 1555 року припинила своє існування, ставши частиною Флорентійського герцогства.
5 лютого 1556 року, між французьким королем Генріхом II та іспанським королем Філліпом II був підписаний договір, відповідно до якого Іспанія отримувала Франш-Конте, проте цей договір незабаром був порушений.
Після зречення Карла V, у 1556 році його володіння були розділені між Фердинандом I та Філіпом II, і центр війни змістився у Фландрію, де в 1557 році Філіп II разом з савойським герцогом Еммануїлом Філібертом розбив французів у битві під Сен-Кантені. В результаті одруження Філіпа II на королеві Англії Марії у війну на боці Іспанії вступила Англія, після чого французькі війська на початку 1558 року захопили Кале.
Тим часом, війна в Італії тривала, і герцог Альба захищав Міланське герцогство проти французької армії де-Бріссака.
Війна важким тягарем лягла на всіх її учасників, і в 1557 році відбувся «подвійний дефолт»: Іспанія та Франція відмовилися від виплат по боргах. Крім того, і Франції і Іспанії потрібно було щось робити з рухом Реформації, що ширився в їх країнах, тому було вирішено почати мирні перемовини.

## Бойові дії на морі
На стороні Імперії воював генуезький адмірал Андреа Доріа, який 8 вересня 1550 року зумів захопити місто Махдія в Тунісі. Це спонукало французького короля Генріха II укласти з султаном Сулейманом союзний договір, відповідно до якого французький і османський флоти стали здійснювати в Середземномор'ї спільні бойові дії проти Габсбургів, що дозволило Франції зосередити основні зусилля сухопутних військ на Рейні.
Бойові дії на морі почалися з того, що у 1551 році турки здійснили завоювання Триполі. Коли в 1552 році Генріх II атакував Карла V, то турки послали до Західного Середземномор'я сто галер, до яких приєдналися французькі галери з Марселя. Франко-турецький флот розграбував узбережжя Калабрії, захопив місто Реджо-ді-Калабрія, розбив Андреа Доріа в битві при Понці, а в 1553 році здійснив вторгнення на Корсику. Під час війни османський флот під командуванням Тургут-реїса продовжував атакувати іспанські володіння в Західному Середземномор'ї: облога Орана в 1556 році закінчилася провалом, однак туркам вдалося відбити Беджаю в 1554 році і розбити генуезький флот у Пйомбіно в 1555 році, а в 1558 році османський флот, який прибув на прохання Генріха II, пограбував Балеарські острови

## Угода
У квітні 1559 року було підписано мирні договори між учасниками війни. За їх підсумками Франція закріпила за собою Кале, але віддала частину територій Іспанії, а також відмовилася від претензій на володіння в Італії, які стали причиною всіх Італійських воєн. У Європі остаточно встановилася гегемонія Габсбургів, яка існувала до Тридцятилітньої війни.